# Акишев, Данияр Талгатович
Данияр Талгатович Акишев (каз. Данияр Талғатұлы Ақышев, род. 25 мая 1976) — казахстанский государственный деятель, Председатель Национального банка Республики Казахстан с 2 ноября 2015 года по 25 февраля 2019 года, помощник Первого Президента Республики Казахстан — Елбасы с 9 апреля 2019 года по 20 марта 2022.

## Биография
Родился в 1976 году в Алма-Ате, Казахская ССР.

## Образование, специальность (квалификация), лицензии
- В 1996 году с отличием закончил Казахскую государственную академию управления (ныне Университет Нархоз), по специальности «Экономист» и специализации «Организация банковского дела».
- В 1996—2007 годах прошел курсы и семинары Международного валютного фонда и Всемирного Банка в разных странах, в том числе в США, Японии, Южной Корее, Австрии, Турции.[3].
- В 2008 году проходил стажировку в Университете Гарварда, США, Школа управления им. Д. Кеннеди.
- Владеет казахским, русским, английским языками.

## Трудовой стаж
- В 1995—1996 годы — ведущий экономист Центрально-Азиатской фондовой биржи.
- В 1996—2007 годы — работал на разных должностях в Департаменте исследований и статистики Национального Банка Республики Казахстан.
- В 2003—2007 годы — директор Департамента исследований и статистики Национального Банка Республики Казахстан.
- В 2007—2014 годы — заместитель Председателя Национального банка Республики Казахстан.
- В 2014—2015 годы — заведующий Отделом социально-экономического мониторинга Администрации Президента Республики Казахстан.
- С 24 августа 2015 года — временно исполняющий обязанности помощника Президента Республики Казахстан.
- Со 2 ноября 2015 года по 25 февраля 2019 года — Председатель Национального банка Республики Казахстан[4].
- 28 февраля по 9 апреля 2019 года — советник Президента Республики Казахстан[5].
- 9 апреля 2019 года назначен помощником Первого Президента Республики Казахстан — Елбасы.

## Государственные и международные награды, премии, почетные звания
- Орден «Құрмет» (2014);
- Орден «Парасат» (2020);[6]
- Знак «Заслуженный работник Национального Банка Республики Казахстан» (2006);
- Медаль «За вклад в развитие Евразийского экономического союза» (29 мая 2019 года, Высший Евразийский экономический совет)[7];
- Юбилейные медали — «Қазақстан Республикасының тәуелсіздігіне 20 жыл» (2011), «Теңгеге 20 жыл» (2014), «Қазақстан халқы Ассамблеясына 20 жыл» (2015), «Қазақстан Конституциясына 20 жыл» (2015), «Қазақстан Республикасының тәуелсіздігіне 25 жыл» (2016).